# Стриєво-Мале
Стриєво-Мале (пол. Stryjewo Małe) — село в Польщі, у гміні Ґрудуськ Цехановського повіту Мазовецького воєводства.
У 1975-1998 роках село належало до Цехановського воєводства.